# Stérol

Noyau de base des stérols

Cholestérol, un stérol.

Un stérol est un lipide possédant un noyau de stérane dont le carbone 3 est porteur d'un groupe hydroxyle. Les stérols sont considérés comme une sous-classe des stéroïdes.

## Eucaryotes et stérols
Le cholestérol (chez tous les eucaryotes) et les phytostérols (essentiellement chez les plantes) sont des stérols présents dans les membranes cellulaires, et jouent un rôle central dans de nombreux processus biochimiques. Chez les animaux le cholestérol est vital pour le fonctionnement cellulaire, et c'est un précurseur de vitamines et d'hormones stéroïdiennes liposolubles. Ayant une structure biochimique très proche du cholestérol, les stérols végétaux jouent, chez les plantes, un rôle analogue à celui du cholestérol chez les animaux dans le maintien de l'intégrité structurale et fonctionnelle des membranes cellulaires.
Lors de la fossilisation, les stérols sont dégradés en stéranes, utilisés comme biomarqueurs de la présence de cellules eucaryotes. Les stéranes sont effectivement associés systématiquement aux fossiles d'eucaryotes, mais seulement depuis le Néoprotérozoïque (il y a 800 millions d'années), ils sont absents des microfossiles d'eucaryotes plus anciens. En revanche, les produits de désintégration de protostérols (en) ont été retrouvés dans des bitumes et des pétroles du Mésozoïque et même dans des schistes australiens datant de 1,64 milliard d'années, indiquant la présence massive de cellules eucaryotes dépourvues de stérols modernes dans leurs membranes,.

## Diététique et médecine

### Sources
Les stérols sont présents en faible quantité dans les végétaux et sont donc apportés naturellement par l’alimentation habituelle (les céréales, les huiles végétales, les légumes, les fruits, les noix, etc.), mais en très faible quantité (400 mg/jour en moyenne).

### Utilisation et mode d'action
Chez l’homme, l’absorption intestinale des stérols végétaux est faible. Grâce à leur structure similaire à celle du cholestérol, les stérols végétaux se fixent sur les micelles qui transportent le cholestérol dans l'intestin, diminuant ainsi son absorption par effet de compétition. Le cholestérol non absorbé est alors éliminé dans les selles, induisant une diminution du LDL-cholestérol (qualifié de « mauvais » cholestérol) dans le sang. 
L’effet hypocholestérolémiant des stérols végétaux a fait l’objet de nombreuses études, qui montrent une réduction de l’ordre de 10 % en moyenne du taux de LDL-cholestérol. Il répond à un effet dose avec un effet optimal dès trois semaines de consommation. Des études ont montré que les stérols végétaux seraient plus efficaces lorsqu’ils sont consommés au cours du déjeuner ou du dîner.
Cet effet est additif à celui des autres mesures hypocholestérolémiantes, qu’elles soient diététiques (avec la réduction de l’apport en graisses saturées et la consommation de fibres alimentaires) ou médicamenteuses (par exemple en association aux statines).

### Recommandations
Aujourd’hui, concernant la population générale française, un des neuf objectifs prioritaires du PNNS est la « réduction globale de 5 % de la cholestérolémie en France et plus particulièrement du taux de LDL-cholestérol ». Ce programme recommande aussi plusieurs principes pour mieux équilibrer son alimentation parmi lesquels « la consommation d’au moins 5 fruits et légumes par jour et l’intérêt nutritionnel tout particulier des matières grasses végétales comme l’huile d’olive ou l’huile de colza ».
Le rapport de l’AFSSAPS de 2005 qui s’intéresse aux personnes souffrant d’hypercholestérolémie, insiste sur « la nécessité du dépistage de la dyslipidémie ou anomalie lipidique. Tout sujet ayant un taux sanguin de LDL-cholestérol ou « mauvais » cholestérol supérieur à 1,6 g/litre, ainsi que tout sujet ayant au moins un facteur de risque cardiovasculaire, doit bénéficier d’une prise en charge diététique, afin de modifier son mode de vie et son alimentation ». 
Ce même rapport constate que « seule une alimentation bien conduite évitant les régimes trop restrictifs aboutit à une diminution
du taux de cholestérol ». Quatre catégories de mesures alimentaires sont proposées :
- une limitation de l’apport en acides gras saturés (graisses d’origine animale), au profit des acides gras mono ou poly-insaturés ;
- une augmentation de la consommation d’acides gras poly-insaturés oméga-3 (huile de colza, de soja, de lin, de noix, etc.) ;
- une augmentation de la consommation de fibres et de micronutriments naturellement présents dans les fruits, légumes et produits céréaliers ;
- une limitation du cholestérol alimentaire, voire l’utilisation d’aliments enrichis en stérols végétaux ».

### Allégations sur les stérols végétaux
Le 11 juillet 2008, l’EFSA a justifié l’allégation santé concernant les stérols végétaux en concluant « qu’une relation de cause à effet a été établie entre la consommation de stérols végétaux et la réduction dose-dépendante du cholestérol LDL ». Le groupe scientifique considère donc que l’effet allégué de réduction du LDL-cholestérol est bénéfique pour la santé humaine.

## Intérêt dans la répression des fraudes
L'analyse de la partie insaponifiable d'une matière grasse permet de connaître son origine.[réf. nécessaire]